# Strangalia splendida
Strangalia splendida es una especie de escarabajo longicornio del género Strangalia, categorizada en la tribu Lepturini, de la subfamilia Lepturinae. Fue descrita por Aurivillius en 1920.

## Descripción
Mide 15,7-18,2 mm de longitud.

## Distribución
Se distribuye por Brasil.